# Teatro Regio (Turín)
El Teatro Regio es uno de los edificios de la casa real de Saboya declarados Patrimonio de la Humanidad por la Unesco en el año 1997.  Tiene el código 823-009 y se encuentra en la Piazza Castello de Turín (provincia homónima, en el Piamonte, Italia). El Teatro Regio di Torino es un destacado teatro de ópera y con el mismo nombre, Teatro Regio di Torino, se conoce a su compañía de ópera, con sede en Turín (Italia). Su temporada va desde octubre a junio con la presentación de ocho o nueve óperas con 5–12 representaciones de cada una.
Varios edificios proporcionaban locales para las producciones en Turín desde mediados del siglo XVI, pero no fue hasta 1713 cuando se consideró la creación de un teatro de ópera, y comenzó el planeamiento con Felipe Juvara. Sin embargo, los fundamentos no se establecieron hasta el reinado de Carlos Manuel III en 1738 después de la muerte de Juvara. La obra fue supervisada por Benedetto Alfieri hasta que el teatro se acabó. En 1896 Puccini estrenó La Bohème en el teatro.

## Nuovo Teatro Regio, de 1740 a 1936
El Nuovo Teatro Regio ('Nuevo Teatro Real') fue inaugurado el 26 de diciembre de 1740 con el Arsace de Francesco Feo. Fue construido con suntuosidad, 1.500 asientos y 139 palcos ubicados en cinco pisos y una galería.
Sin embargo, el teatro se cerró por orden real en 1792 y se convirtió en almacén. Con la ocupación francesa de Turín durante las Guerras Napoleónicas el teatro fue rebautizado como Teatro Nazionale y finalmente, después del ascenso de Napoleón a emperador, rebautizada de nuevo como Teatro Imperiale. La caída de Napoleón en 1814 vio al teatro vuelto a su nombre original, el Regio. En los años siguientes el teatro de ópera pasó por varios periodos de crisis financieras y fue asumido por la ciudad en 1870.
Otros teatros se reconstruyeron y presentaron temporadas de ópera en Turín. Entre ellos el restaurado Teatro Carignano en 1824. También fue adquirido por el municipio en 1932 y, después de la destrucción por el incendio del Teatro Regio en 1936, el Carignano iba a servir como principal local de ópera en la ciudad hasta que el Regio volvió a abrir en 1973.
Incluso antes de que se quemara, había discusiones sobre si reconstruir el Regio o crear un flamante teatro nuevo en Turín a principios del siglo XX. Se presentaron dos planes y el seleccionado expandió la capacidad de los asientos hasta 2.415, quitando los niveles cuarto y quinto de palcos y creando un amplio anfiteatro. La obra se acabó en 1905 pero el teatro cerró durante la Primera Guerra Mundial y reabrió en 1919. Las temporadas de ópera se sucedieron hasta febrero de 1936, cuando el fuego destruyó todo salvo la fachada del Teatro Regio. Quedó cerrado durante treinta y siete años. Arturo Toscanini fue el director de la Ópera de Turín de 1895 a 1898, tiempo durante el cual varias producciones de obras de Wagner se dieron en premieres italianas.

## Reconstrucción y actualidad del teatro

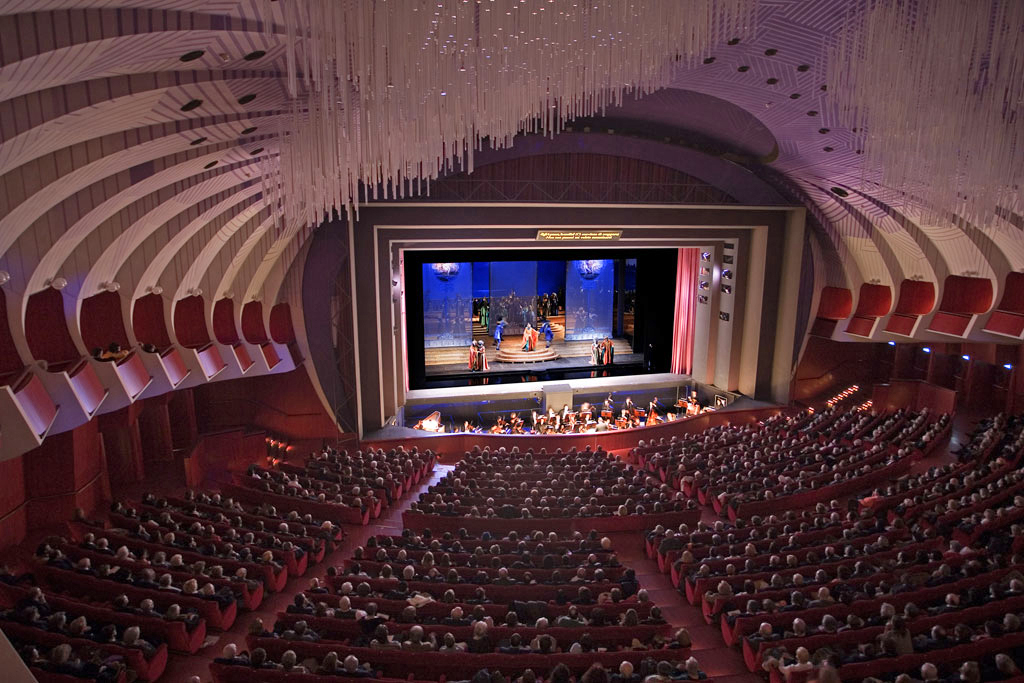
El interior del teatro en 2005

Después del incendio, se lanzó una competición nacional para encontrar un arquitecto. Sin embargo, debido a la guerra y la situación financiera general, la primera piedra fue colocada el 25 de septiembre de 1963. Aun así, la obra no empezó hasta septiembre de 1967 con el arquitecto Carlo Mollino.
El teatro reconstruido, con su sorprendente interior contemporáneo pero escondido detrás de la original fachada, fue inaugurado el 10 de abril de 1973 con una producción de la obra de Verdi I vespri siciliani dirigida por Maria Callas (su único fallido intento en esta disciplina) y Giuseppe Di Stefano.
En el nuevo teatro hay 1750 asientos y tiene forma elíptica con un gran nivel de orquesta y 37 palcos alrededor de su perímetro. Una concha acústica se añadió para mejorar su sonido.
El teatro presenta una amplia variedad de óperas durante sus temporadas, incluyendo obras contemporáneas, aunque en los primeros años del nuevo siglo las presiones financieras han hecho la programación algo más conservadora y favoreció más óperas del siglo XIX.